# Sidalang
Sidalang is een bestuurslaag in het regentschap Batang van de provincie Midden-Java, Indonesië. Sidalang telt 2114 inwoners (volkstelling 2010).